# La Chapelle-Hugon
La Chapelle-Hugon – miejscowość i gmina we Francji, w Regionie Centralnym, w departamencie Cher.
Według danych na rok 1990 gminę zamieszkiwały 364 osoby, a gęstość zaludnienia wynosiła 23 osoby/km² (wśród 1842 gmin Regionu Centralnego La Chapelle-Hugon plasuje się na 786. miejscu pod względem liczby ludności, natomiast pod względem powierzchni na miejscu 846.).